# NGC 11
Az NGC 11 egy spirálgalaxis a Andromeda (Androméda) csillagképben.

## Felfedezése
Az NGC 11 galaxist Édouard Jean-Marie Stephan fedezte fel 1881. október 24-én.

## Tudományos adatok
A galaxis 4389 km/s sebességgel távolodik tőlünk.